# Helicia neglecta
Helicia neglecta är en tvåhjärtbladig växtart som beskrevs av Friedrich Ludwig Diels och Herman Otto Sleumer. Helicia neglecta ingår i släktet Helicia och familjen Proteaceae. Inga underarter finns listade i Catalogue of Life.